# Santo Aleixo da Restauração
Santo Aleixo da Restauração era una freguesia portuguesa del municipio de Moura, distrito de Beja.

## Historia
Fue suprimida el 28 de enero de 2013, en aplicación de una resolución de la Asamblea de la República portuguesa promulgada el 16 de enero de 2013 al unirse con la freguesia de Safara, formando la nueva freguesia de Safara e Santo Aleixo da Restauração.